# Charles Doolittle Walcott
Charles Doolittle Walcott (31 de marzo de 1850 - 9 de febrero de 1927) fue un naturalista, y reconocido paleontólogo estadounidense, experto en invertebrados.

## Biografía

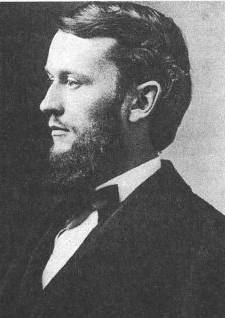
Charles Doolittle Walcott en 1873

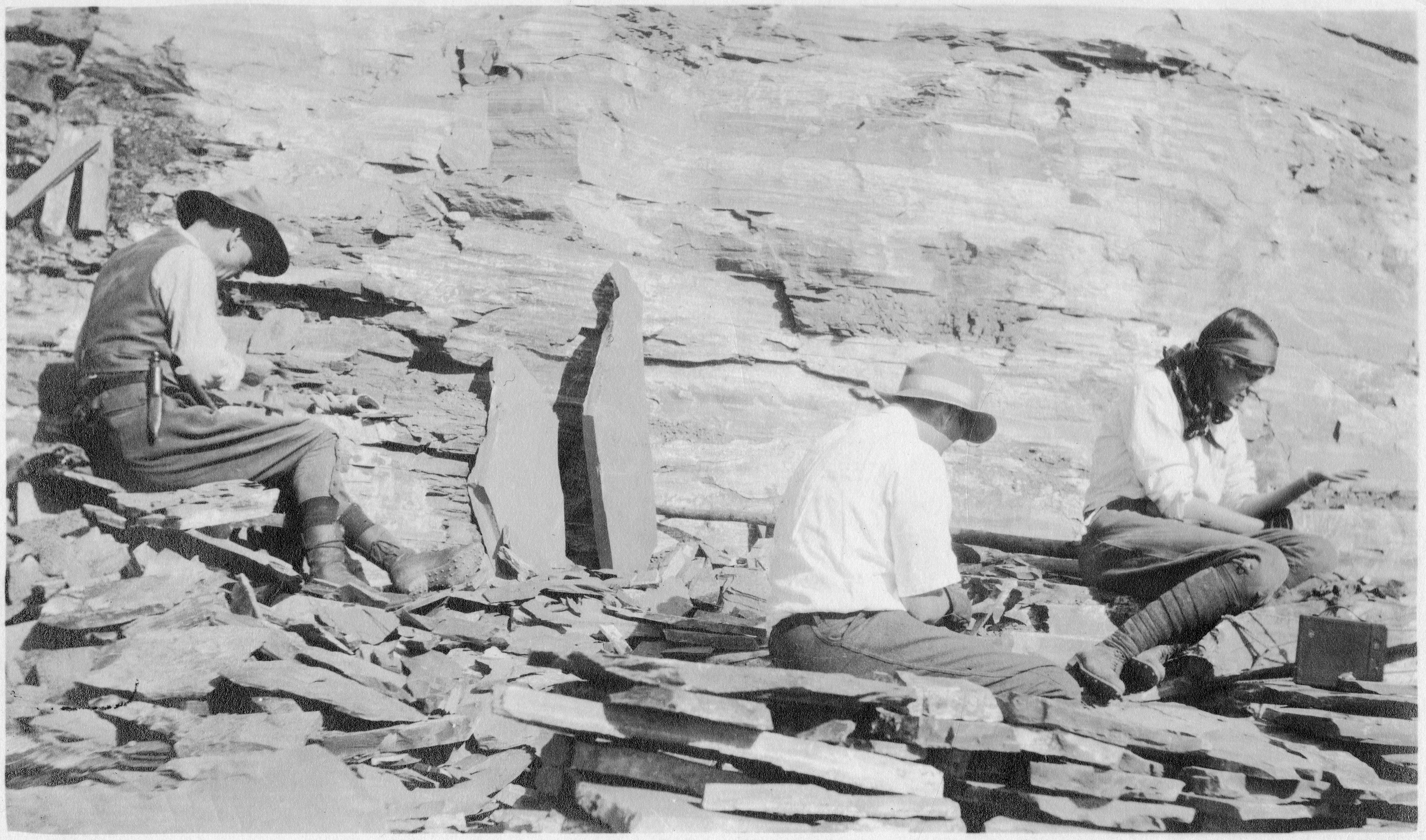
Walcott excavando las lutitas Burgess con su hijo y su hija

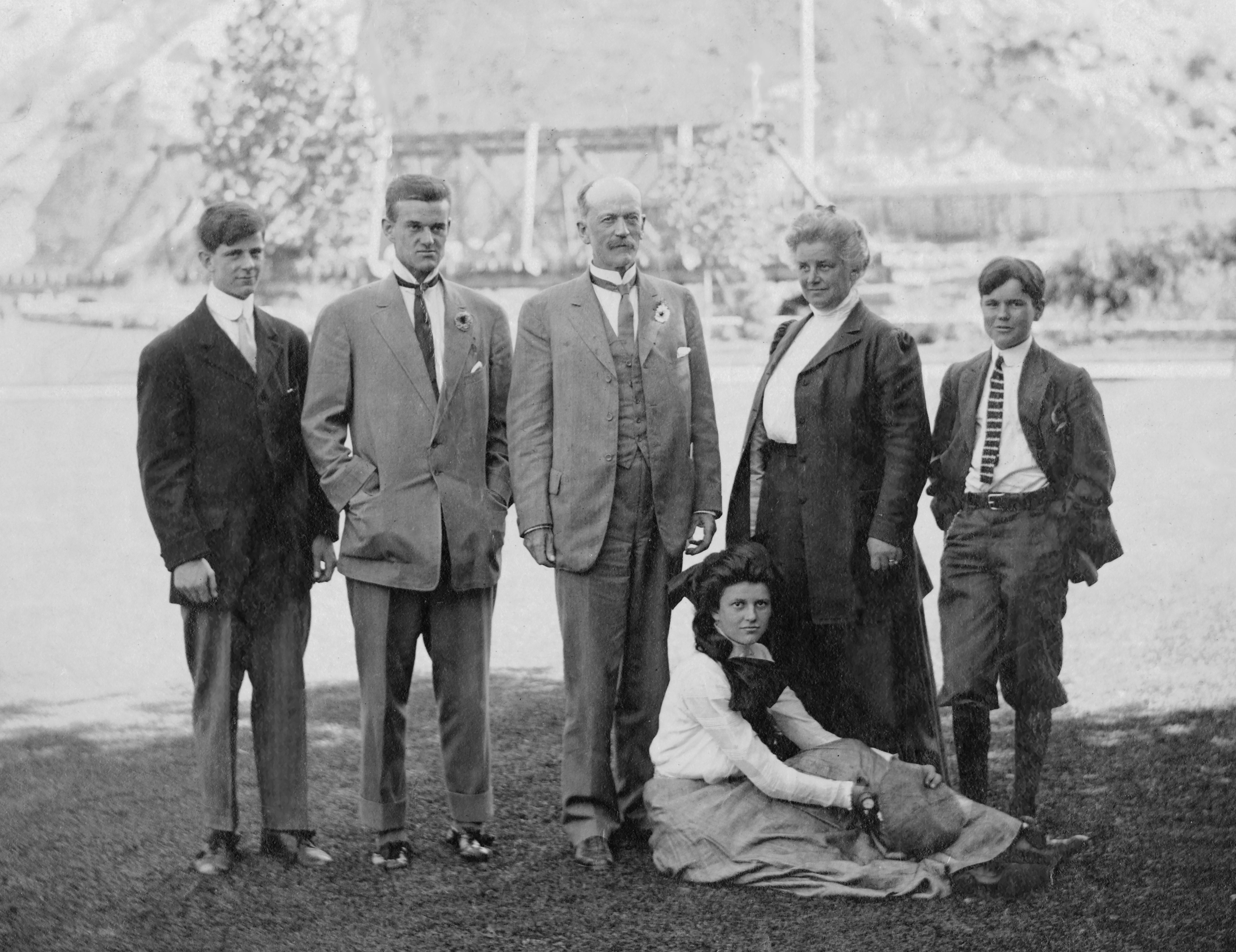
Charles Doolittle Walcott y su familia en Provo, Utah cerca 1907.

Actualmente es reconocido por su descubrimiento en el año de 1909 y posterior estudio del yacimiento de fósiles del Burgess shale, en el Parque nacional Yoho de las Montañas Rocosas, en la provincia de Columbia Británica del Canadá. Aunque en vida también tuvo renombre por sus varias contribuciones al campo de la paleontología, al descubrir y nombrar él mismo varios de los ejemplares de dicho yacimiento, así como por haber llegado a ocupar puestos administrativos importantes en la comunidad científica estadounidense.
Nacido en New York Mills (Nueva York), en 1879 ingresa al US Geological Survey (registro geológico gubernamental), del cual llegará a ser presidente en 1894.
Durante su desempeño profesional, se interesó especialmente en el período Cámbrico, realizando campañas de recolección de fósiles, así como su correlación con los estratos geológicos, efectuando contribuciones significativas a la estratigrafía. En 1907 abandonó voluntariamente el US Geological Survey para tomar el puesto de secretario del Instituto Smithsoniano, a la muerte de su anterior director Samuel Pierpont Langley, posición que lo convertiría en uno de los integrantes más influyentes de la comunidad científica de su país. Charles Walcott fue director de tal instituto hasta su propia muerte. En 1914 se casó con la artista y naturalista estadounidense Mary Vaux Walcott, que desempeñó un importante papel en los proyectos de su esposo.

## Obra
- Cambrian Geology and Paleontology, 5 vv. Smithsonian Institution 1910-1928, vv. 1
- Geology of the Eureka District, Nevada, with an Atlas, Monographs US Geological Survey 20, 1884
- Paleontology of the Eureka District, Monographs of the US Geological Survey 8, 1884
- Cambrians faunas of North America, Bull. US Geological Survey 1884
- The Fauna of the Lower Cambrian or Olenellus Zone, Washington D. C. 1890
- Correlation Papers on the Cambrian, Washington D. C. Bull. US Geological Survey 81, 1890
- Fossil Medusae, Monographs US Geological Survey 30, 1898
- Cambrian Brachiopoda, Washington D. C. Gov. Printinc Office, 2 vv. 1912
- Cambrian Fauna of India, Washington D. C. 1905
- Cambrian Faunas of China, Proc. of the United States National Museum 30, 1905

## Honores
- 1918: "Geological Society of London" lo galardona con la medalla Wollaston

- 1917-1923: Pte. de la Academia Nacional de Ciencias de Estados Unidos